# نساء الليل (فلم)
نساء الليل هو فيلم دراما مصري من إخراج حلمي رفلة وبطولة حسن يوسف، ناهد شريف، نيللي وكمال الشناوي. صدر الفيلم في 29 يناير 1973.

## نبذه
يقع اختيار الفنان التشكيلي أحمد حمدي لأجل لوحته الجديدة على زينب لتكون موديلًا، وسرعان ما تقع زينب في حبه، ولكنه لا يبادلها المشاعر، كما يشاغل سيدة أخرى ويستغلها جسديًا.

## طاقم العمل
- حسن يوسف بدور عادل
- ناهد شريف بدور زينب
- نيللي بدور يسرية
- كمال الشناوي بدور أحمد حمدي
- وداد حمدي بدور زهرة - فتاة ليل
- غسان مطر بدور عباس- قواد
- إبراهيم سعفان بدور حنكوش

## وصلات خارجية
- مقالات تستعمل روابط فنية بلا صلة مع ويكي بيانات